# Bund Deutscher Berufsboxer
Der Bund Deutscher Berufsboxer (BDB) ist ein eingetragener Verein und bildet den Dachverband der Berufsboxer in Deutschland. Der Verein wurde im Jahr 1949 von Ernst Dubois gegründet, der auch der erste Präsident war. Der BDB vergibt im Profiboxen den Titel des deutschen bzw. internationalen Deutschen Meisters.

## Geschichte
Der Verband Deutscher Faustkämpfer wurde als Interessenvertretung der deutschen Berufsboxer 1919 gegründet und bestand bis 1945. Zu Beginn der Zeit des Nationalsozialismus hatte der Verband rund 500 Mitglieder. Nach dem Berliner Hans Lauffersweiler war bis 1968 Louis Goldschmidt Vorsitzender des Verbandes, er trat nach dem Tod des Boxers Jupp Elzes zurück. Goldschmidts Amtsnachfolger wurde der Berliner Arzt Dieter Hoffmann. Im März 1970 wurde Willy Klein (Köln) zum Nachfolger gewählt, nachdem er in Folge Hoffmanns Rücktritt bereits kommissarisch im Amt gewesen war. Klein war bis 1971 BDB-Vorsitzender.

### 1970er Jahre: Auseinandersetzung mit Konkurrenzverband VdF
Von 1971 bis 1984 führte Theo Wittenbrink die Geschicke des Verbandes als Präsident, ehe er das Amt aus gesundheitlichen Gründen abgab. Er wurde zum Ehrenpräsidenten ernannt. In den 1970er Jahren gab es mit dem Anfang August 1977 neugegründeten Verband der Faustkämpfer einen Gegenverband unter der Leitung von Fritz Gretzschel und Fritz Wiene, einem Widersacher Wittenbrinks. Im Februar 1978 erwirkte der VdF einstweilige Verfügungen gegen die Benennung von Kämpfen als deutsche Meisterschaft und als Weltmeisterschaftsqualifikation. Der BDB versah die Duelle daraufhin mit den Bezeichnungen „Deutsche Meisterschaft des Bundes Deutscher Berufsboxer e. V.“ und „Inoffizielle WM-Ausscheidung“. Im Mai 1978 entschied der Europäische Boxverband EBU, die deutschen Verbände BDB und VdF für ein Jahr zu sperren und deutschen Boxern die Teilnahme an Europameisterschaftskämpfen zu verweigern, bis es zwischen den konkurrierenden deutschen Verbänden zu einer Einigung gekommen ist. Auf der Suche nach einer Lösung sollte es im September 1978 zu einer Unterredung der BDB- und VdF-Spitzen kommen. Beide Verbände hielten am vorgesehenen Tag jedoch voneinander getrennte Sitzungen in Hamburg ab, tauschten sich lediglich über Unterhändler aus, sodass es nicht zur anberaumten gemeinsamen Tagung kam. Das Hamburger Abendblatt beschrieb das Geschehen mit den Worten: „Anstatt alle Kräfte zu mobilisieren, um ihrem sterbenden Sport noch einmal etwas Leben einzuhauchen, […] zerreibt man sich im Gerangel um Personen und Positionen; eine Art grotesker Totentanz um die Grube, in die das Berufsboxen hierzulande stürzen wird, wenn nicht endlich die Vernunft siegt.“ Im Herbst 1978 bildete sich ein dritter Profiboxverband in Deutschland. Im Januar 1979 wurde ein weiteres Gespräch zwischen BDB- und VdF-Vertretern anberaumt, das vom BDB angestrebt worden war, der in Person seines Vorsitzenden Wittenbrink angab, auf Weisung der Europäischen Box-Union mit dem Ziel einer Zusammenführung der beiden deutschen Verbände zu handeln. Der VdF beantragte am Landgericht Hamburg eine einstweilige Verfügung gegen das Gesprächsvorhaben im Januar 1979, diesen Antrag wies das Gericht zurück. Der EBU-Präsident Fernand Leclerc sagte seine Teilnahme an dem Gespräch zwischen BDB und VdF ab, die Vertreter VdF erschienen nicht zum in Hamburg vorgesehenen Gesprächstermin. Der BDB bestand zu diesem Zeitpunkt aus rund 250 Mitgliedern, der VdF aus 58. Ab Mai 1979 gewährte die Europäische Box-Union dem BDB wieder die Rechte eines vollwertigen Mitglieds. Der Konkurrenzverband VdF löste sich im Oktober 1982 auf.
Klaus-Peter Kohl wurde 1984 Wittenbrinks Nachfolger und blieb bis 1989 BDB-Vorsitzender. Nachfolger wurde Kurt Halbach.

### 1990er und 2000er Jahre: Doping-Affäre und Rivalität Kohl-Sauerland
Ab Herbst 1996 geriet der damalige BDP-Präsident Alois Teuber unter Druck, nachdem beim Boxer Graciano Rocchigiani in einer Dopingprobe im August 1996 Spuren einer verbotenen Substanz gefunden worden waren. Teuber wurde vorgeworfen, dem Boxer das Ergebnis nicht mitgeteilt zu haben. Die Hamburger Morgenpost schrieb im März 1997: „Derweil gerät Boxverbands-Präsident Alois Teuber, der die Doping-Affäre offenbar vertuscht hat, immer stärker unter Druck.“ Teuber betonte, den Vorgang an den Boxverband WBO weitergeleitet zu haben, was dessen Präsident bestritt. Teuber gestand später ein, diesbezüglich keinen Schriftverkehr mit der WBO geführt zu haben. Ihm wurde vom Nachrichtenmagazin Spiegel vorgeworfen, „rückdatierte Briefe an die WBO“ verfasst zu haben. Klaus-Peter Kohl, ehemals BDP-Präsident und einflussreicher Promoter, sprach vom „größten Skandal der deutschen Boxgeschichte“. Teuber wurde ebenfalls wegen seines Umgangs mit den Finanzmitteln des Verbandes kritisiert. Kohl forderte Teubers Rücktritt, BDB-Vizepräsident Mario Hille wandte sich von Teuber ab und trat von seinem Amt zurück.
Mitte November 1997 wurde Teuber als BDB-Präsident abgewählt, sein Nachfolger wurde Bodo Eckmann, der die Unterstützung der damals beiden großen deutschen Boxpromoter, Klaus-Peter Kohl und Wilfried Sauerland, hinter sich wusste. Kohl hatte Eckmann als Kandidaten vorgeschlagen. Eckmann strebte an, die Negativschlagzeilen zu beenden und betonte, unabhängig von den beiden großen Boxställen Universum und Sauerland zu sein (Eckmann: „Ich habe jedenfalls keine persönlichen Interessen und bin zu allen Diskussionen bereit“). Da er Klaus-Peter Kohl als Arzt betreute und zu diesem eine freundschaftliche Beziehung pflegte, galt Eckmann laut der Frankfurter Allgemeinen Zeitung jedoch „als Vertrauter Kohls“. Eckmann wies Vorwürfe zurück, dem Boxstall Universum hörig zu sein. „Universum und der BDB haben verstanden, dass man am weitesten kommt, wenn man zusammenarbeitet. Das heißt aber nicht, dass wir uns in der Sache nicht auch gestritten hätten. Aber letztlich hat sich Universum immer an die Regeln gehalten, deshalb haben wir uns stets gut verstanden“, sagte Eckmann im Februar 2010 gegenüber dem Hamburger Abendblatt.
Zu Jahresbeginn 2004 verließ mit Sauerland Event einer der größten deutschen Boxställe den BDB und trat dem österreichischen Verband bei. Sauerland zog damit die Konsequenz aus mutmaßlichen rassistischen und antisemitischen Äußerungen, die der damalige BDB-Vizepräsident Hans Högner getätigt haben soll. Högner war im Mai 2003 zurückgetreten. Sauerland und auch Universum forderten eine Aufklärung der Vorwürfe. Nach Angaben Sauerlands habe der „Verband Fingerspitzengefühl vermissen lassen und sich nicht deutlich distanziert“. Präsident Eckmann wies den Vorwurf, der BDB sei ausländerfeindlich, entschieden zurück. „Es ist jedoch völlig aberwitzig, dem BDB oder mir Ausländerfeindlichkeit zu unterstellen“, so Eckmann im Januar 2004. Durch den Austritt Sauerlands standen dem BDB geringere finanzielle Mittel zur Verfügung. 2008 trat mit Arena von Ahmet Öner ein weiterer großer Boxstall aus dem BDB aus. Öner hatte dem BDB eine Bevorzugung des Universum-Boxstalls vorgeworfen.
Eckmann blieb bis 2010 als Präsident im Amt. Nach Einschätzung des Hamburger Abendblatts sei dieser stets nach dem Motto verfahren, „sich kompromisslos an die in den BDB-Statuten verankerten Regeln zu halten“, unter seiner Führung habe sich der BDB „von einer kleinen Interessensvertretung zu einem effizienten Sportverband“ gewandelt.

### Seit 2010: Amtszeit Thomas Pütz
Im April 2010 wurde Thomas Pütz zum neuen BDB-Präsidenten gewählt. Laut Pütz’ Angabe hatte Klaus-Peter Kohl den Unternehmer gefragt, ob er nicht kandieren wolle. Aufgrund eines Verstoßes gegen die Verbandssatzung wurde die Wahl wiederholt, das Ergebnis jedoch angefochten. Pütz wurde eine Vermengung der ehrenamtlichen Tätigkeit als BDB-Präsident und seines beruflichen Handels vorgeworfen. Als Inhaber einer Sicherheitsfirma war Pütz unter anderem regelmäßig bei Boxveranstaltungen im Einsatz. Im Mai 2011 wurde die Präsidentenwahl wiederholt, Pütz gewann die Abstimmung erneut. Aufgrund des Auslaufens des Fernsehvertrages zwischen dem Universum-Boxstall (seinerzeit einer der größten BDB-Mitglieder) und dem ZDF fehlten dem Verband laut Pütz „entscheidende Einnahmen“. Er habe gemerkt, „dass der Verband kurz vor der Pleite stand“ und erwog, einen Insolvenzantrag zu stellen. Pütz führte eigener Aussage nach „rigide Sparmaßnahmen“ durch und rettete den Verband somit vor dem Aus.
Pütz hatte das Amt des BDB-Vorsitzenden übernommen, als die Hochzeit des Profiboxsports in den 1990er und 2000er Jahren in Deutschland bereits merklich abgeklungen war. Im Jahr 2017 wurden unter der Aufsicht des Verbandes 82 Profiboxveranstaltungen durchgeführt. Mit Stand Ende November 2018 hatte der Bund Deutscher Berufsboxer rund 750 Mitglieder.

## Vorstand
- Thomas Pütz (Präsident)
- Michael Facklam (Vizepräsident Verwaltung)
- Volker Grill (Vizepräsident Sport)

## Antidoping
Der BDB erhält keine staatlichen Mittel. Aus Kostengründen unterwirft sich der Verband nicht den Antidoping-Regeln der WADA. Unangemeldete Kontrollen bei den Athleten zu Hause werden nicht durchgeführt. Bei etwa jedem zweiten Kampf wird ein Dopingtest gemacht.